# キョンシー (2013年の映画)
『キョンシー』（原題：殭屍、英題：Rigor Mortis）は、2013年公開の香港映画。香港のアーティスト、ジュノ・マックが監督し、『呪怨』シリーズ監督の清水崇をプロデューサーに迎えて、『霊幻道士』をダーク・ホラーとしてリブートした。日本では、2013年の第26回東京国際映画祭では『リゴル・モルティス／死後硬直』の邦題で、シッチェス映画祭ファンタスティック・セレクション2014では『キョンシー』の邦題で公開された。
チン・シュウホウ、アンソニー・チェン、チョン・ファ、リチャード・ン、ビリー・ラウなど、過去の霊幻道士シリーズに出演した俳優が数多く出演している。また、主題歌に『霊幻道士』の挿入歌『鬼新娘』が使われるなど、劇中に数々のオマージュが散りばめられている。

## ストーリー
霊幻道士役のアクションスターとして名を馳せたチン・シュウホウは、今は落ちぶれて妻子からも見放され、死に場所を求めて幽霊が現れるという団地に辿り着く。そこの2442号室に入り首を吊った瞬間、チンに双子姉妹の悪霊が取り憑き、それに気づいた道士ヤウに間一髪で救われる。
代々続く霊幻道士の家系に生まれたヤウだが、時代と共にキョンシーが出現しなくなってからは道士としての仕事を失い、今は安食堂の店主をしていた。
チンは団地内を徘徊する2442号室の元住人フォンと、その息子パクに出会う。フォンは、かつてこの部屋で起きた忌まわしい惨劇の記憶に苛まれていたが、チンと交流することでお互い徐々に心を開いていく。
団地には服の繕いが得意なムイとその夫のトンの老夫婦も静かに暮らしていたが、ある日トンが事故死してしまう。悲しみにくれたムイは、もう一人の道士ガウに夫の蘇りを依頼する。ガウは双子の悪霊の力を使い、トンを復活させることに成功するが、彼は全く制御の効かない凶暴なキョンシーと化していた。
チンはヤウの道術の力を借り、キョンシーと死闘を繰り広げる。

## キャスト
| 役名                             | 俳優                       | 日本語吹替 |
| -------------------------------- | -------------------------- | ---------- |
| チン・シュウホウ（錢小豪）       | チン・シュウホウ（錢小豪） | 池田秀一   |
| ヤウ（阿友）                     | アンソニー・チェン（陳友） | 石丸博也   |
| ムイ（梅姨）                     | パウ・ヘイチン（鮑起靜）   | 翠準子     |
| フォン（楊鳳）                   | クララ・ワイ（惠英紅）     | 小林さやか |
| ガウ（九叔）                     | チョン・ファ（鍾發）       | 羽佐間道夫 |
| トン（冬叔）                     | リチャード・ン（呉耀漢）   | 樋浦勉     |
| イン（燕叔）                     | ロー・ホイパン（盧海鵬）   |            |
| ヤウの食堂のコック（山西佬）     | ビリー・ラウ（樓南光）     | 宗矢樹頼   |
| パク（小白）                     | モリス・ホウ（何光鋭）     |            |
| 双子の姉（大孖女鬼）             | 何健汶                     |            |
| 双子の妹（細孖女鬼）             | 何康汶                     |            |
| ラム・チェンイン（写真のみ登場） | ラム・チェンイン（林正英） |            |

## スタッフ
- 監督・脚本：ジュノ・マック（麥浚龍）
- 製作：清水崇
- 脚本：フィリップ・ユン（翁子光）、ジル・リョン（梁禮彦）
- 撮影監督：ン・カイミン（伍文拯）
- 美術監督：アーヴィング・チェン（張伊雯）
- 編集：デヴィッド・リチャードソン
- 音楽：ナス・コネリー
- 武術指導：ジャック・ウォン（黄偉亮）

## 作品解説
ジュノ・マック監督自身は本作は、霊幻道士のリメイクでもリブートでもなくリビジット（再訪）であり、キョンシー映画への愛を表現したかったと語っている。
リッキー・ホイにも出演オファーをしようと、道士役のキャラクターの脚本を書いている途中に彼が急逝したため実現しなかった。また、当初フォン役は霊幻道士でヨッ（シャンシー）役のポーリン・ウォンの予定だったが、彼女が撮影直前に手術することになり、クララ・ワイに変更された。